# Vigilância epidemiológica

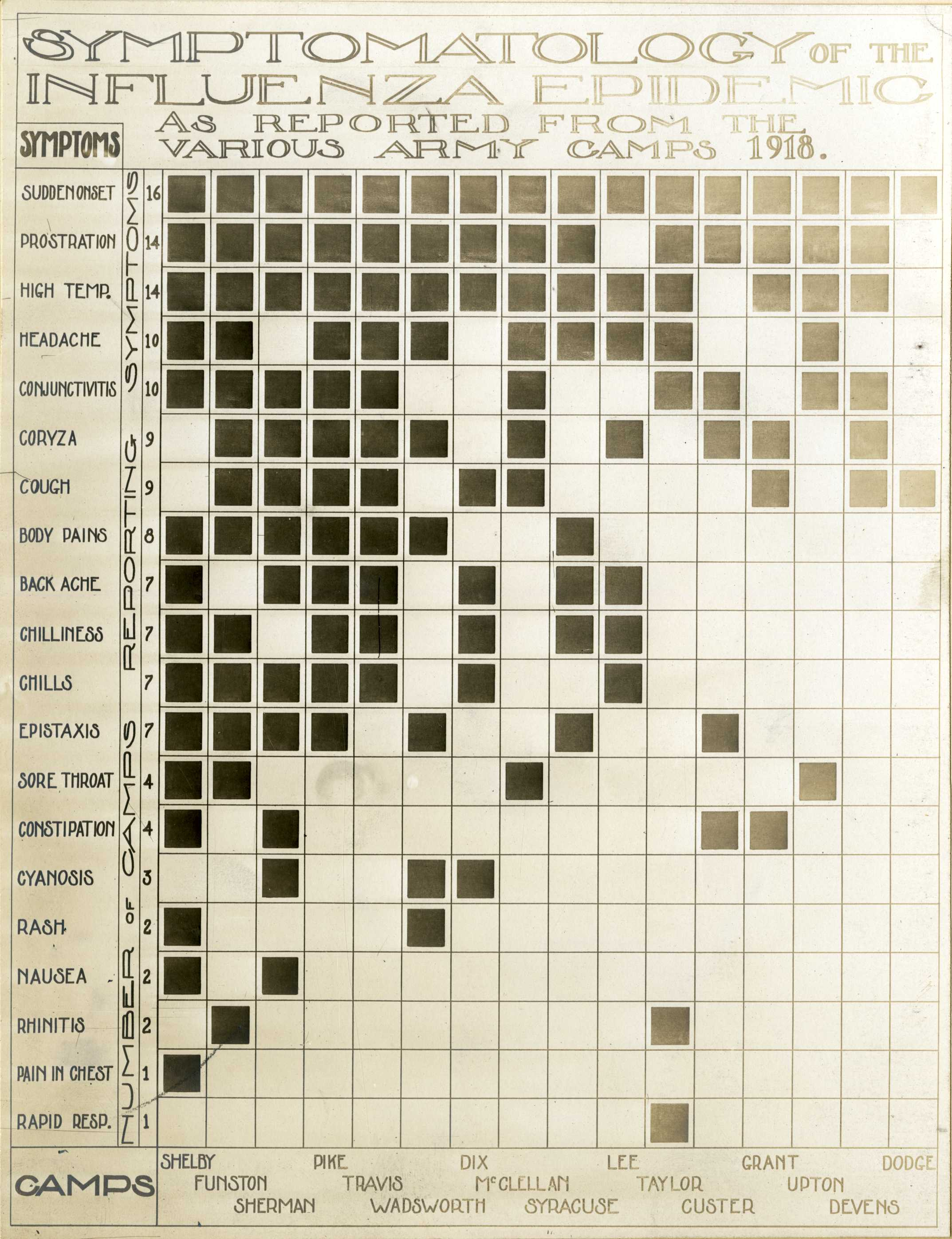
Estatísticas de casos de gripe registrados em campos militares aliados na França classificados por sintomas durante a epidemia de 1918.

Vigilância epidemiológica é o registro e observação sistemática e ativa de casos suspeitos ou confirmados de doenças transmissíveis e de seus contatos.  A Organização Mundial de Saúde - OMS e alguns autores, como Pereira, destacam o caráter de sistema de coleta e relevância das informações para a prevenção e o controle do problemas de saúde pública. A OMS, acrescenta ainda a relevância e utilidade de tal sistema como forma de alerta precoce para emergências iminentes; forma de documentar o impacto de uma intervenção ou acompanhar o progresso em direção a objetivos especificados; e monitorar e esclarecer a epidemiologia dos problemas de saúde, permitindo definir prioridades e informar políticas e estratégias de saúde pública. 
A evolução desses conhecimentos contribui, também, para a modificação de conceitos e de formas organizacionais dos serviços de saúde, na contínua busca do seu aprimoramento.  O conceito de vigilância como um instrumento de saúde pública surgiu no final do século XIX e ao longo do século XX, houve uma contínua ampliação deste, para dados de outros agravos relevantes para a saúde pública, cabendo à então vigilância à saúde (VS) disseminar regularmente as informações a todas as instituições a quem fossem necessárias para realização de ações intersetoriais.  

## Vigilância em saúde
O desenvolvimento da epidemiologia, já nas primeiras décadas deste século, registra tentativas de expansão do seu objeto para além das doenças infecto-contagiosas, ampliando esta concepção, como afirmado anteriormente, para vigilância em saúde ou vigilância em saúde pública (public health surveliance). Exigências para uma concepção ampliada de saúde, mesmo necessárias para atender as demandas de articulação intersetorial que são requeridas para intervenção nas doenças contagiosas, como por exemplo técnicas de controle de vetores, saneamento ambiental, educação sanitária das populações entre outras.     
Sobre o modelo de vigilância da saúde, Arreaza enfatiza ainda seu direcionamento para o registo das condições de vida, integrando as práticas coletivas e individuais em diferentes dimensões das necessidades sociais de saúde ..." o objeto-problema de preocupação amplia-se para além dos fatores de risco ou doenças e doentes, passando a incidir sobre as necessidades e determinantes dos modos de vida e saúde"... 
Teixeira et al. (1998) enfatizam o uso da epidemiologia e das ciências sociais em saúde na análise das condições de vida e/ou situação de saúde da população. Medidas fundamentais para compreensão e realização de do planejamento e programação para realização de ações de saúde em cada região e/ou "organização de operações dirigidas ao enfrentamento de problemas específicos, em territórios delimitados", assinalando também a demanda por ações intersetoriais e setoriais de promoção da saúde, prevenção de riscos e agravos, e mesmo a reorganização da assistência médico-ambulatorial e hospitalar na forma de uma resposta apropriada à demanda local. 

A Vigilância Epidemiológica das doenças e agravos transmissíveis, bem como as ações de imunização e as ações para a vigilância epidemiológica das infecções sexualmente transmissíveis necessitam de constante integração com a Atenção Primária, visando a troca de informações e a execução efetiva das ações propostas, tendo como resolutividade das ações a identificação de fatores de riscos, as ações de prevenção com a vacinação, o foco no diagnóstico precoce, a contenção de surtos e a realização do tratamento adequado. 